# Atom Mirnyj Bolszoj
Atom Mirnyj Bolszoj (rus. атом мирный большой, AMB) – typ radzieckich eksperymentalnych reaktorów jądrowych. Miały one budowę kanałową i były prekursorami reaktorów RBMK.
Budowany w dwóch wariantach, o mocy 100 (AMB-100) i 200 MW (AMB-200). AMB-100 był reaktorem dwupętlowym. AMB-200, tańszym jednopętlowym. Używano ich w EJ Biełojarsk.
Nazwa w języku polskim oznacza wielki pokojowy atom.